# Doron Leidner
Doron Leidner (Rishon LeZion, 26 de abril de 2002) es un futbolista israelí que juega en la demarcación de lateral izquierdo para el Hapoel Tel Aviv F. C. de la Liga Premier de Israel.

## Selección nacional
Tras jugar con la selección de fútbol sub-17 de Israel, la sub-18 y la sub-21 finalmente hizo su debut con la selección absoluta el 2 de junio de 2022 en un partido de la Liga de Naciones de la UEFA 2022-23 contra Islandia. El partido acabó con un resultado de empate a dos tras los goles de Liel Abada y Shon Weissman para Israel, y de Þórir Jóhann Helgason y Arnór Sigurðsson para Islandia.

## Clubes
| Club                           | País    | Año       | Partidos | Goles |
| ------------------------------ | ------- | --------- | -------- | ----- |
| Hapoel Tel Aviv F. C.          | Israel  | 2020-2022 | 66       | 1     |
| Olympiacos B                   | Grecia  | 2022      | 3        | 0     |
| Olympiacos F. C.               | Grecia  | 2022-2023 | 0        | 0     |
| F. K. Austria Viena (cedido)   | Austria | 2023      | 10       | 1     |
| Olympiacos B                   | Grecia  | 2023-2024 | 9        | 0     |
| F. C. Zürich (cedido)          | Suiza   | 2024-2025 | 5        | 0     |
| Hapoel Tel Aviv F. C. (cedido) | Israel  | 2025-     |          |       |